# Смирнов, Александр Николаевич (партийный деятель)
Алекса́ндр Никола́евич Смирно́в (1909—1972) — советский партийный и государственный деятель, первый секретарь Ивановского обкома КПСС (1964—1972).

## Биография
Родился 17 (30) августа 1909 года в деревне Васильевская (ныне Шуйский район, Ивановская область). В 1932 году окончил Ивановский текстильный техникум. В 1934—1952 годах — ремонтировщик, помощник мастера, мастер цеха, заведующей прядильной фабрикой, главный инженер Ивановского меланжевого комбината имени К. И. Фролова.
В 1952—1953 годах — начальник Главного управления хлопчатобумажной промышленности Ивановской области Министерства лёгкой промышленности СССР.
В 1953—1956 годах — начальник Главного управления хлопчатобумажной промышленности Ивановской области Министерства промышленности товаров широкого потребления СССР.
В 1956—1962 годах — второй секретарь Ивановского обкома КПСС,
в 1962—1964 годах — председатель исполкома Ивановского (промышленного) областного Совета,
в 1964—1972 годах — первый секретарь Ивановского обкома КПСС.
Член ВКП(б) с 1930 года. Кандидат в члены ЦК КПСС c 1966 года. Депутат ВС СССР 7—8 созывов.
Умер 22 июня 1972 года. Похоронен в Иванове на кладбище Балино.

## Награды и звания
- Сталинская премия третьей степени (1951) — за освоение производства и массовое внедрение цельно-металлической пильчатой ленты в хлопчато-бумажную промышленность.

## Память
В честь Александра Смирнова названа улица города Иваново.